# 1933 w polityce

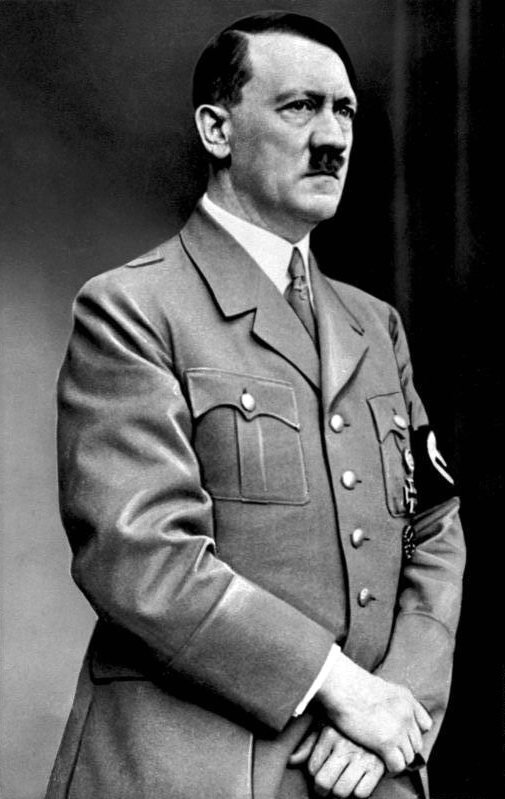
Adolf Hitler

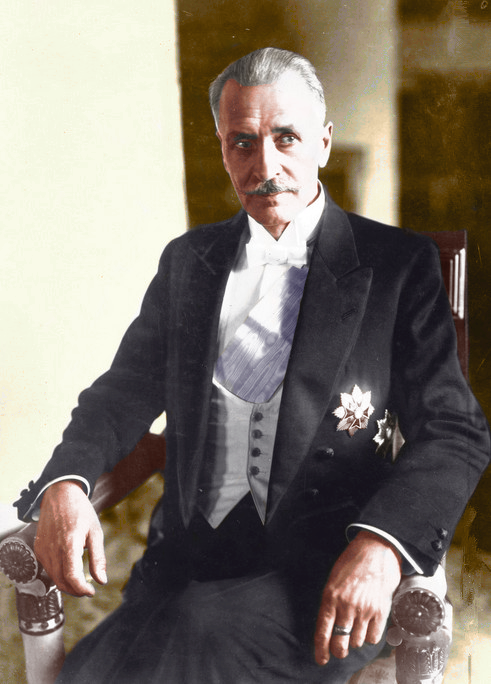
Ignacy Mościcki

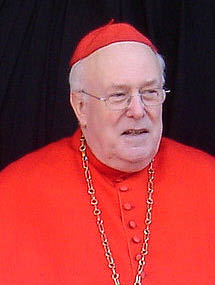
Godfried Danneels

Wydarzenia polityczne w 1933 roku.

## Styczeń
- 2 stycznia – urodził się Richard Riley, amerykański polityk[1].
- 5 stycznia – zmarł Calvin Coolidge, prezydent USA[2].
- 17 stycznia – Filipiny uzyskały niepodległość[3].
- 30 stycznia – prezydent Niemiec Paul von Hindenburg mianował Adolfa Hitlera kanclerzem Rzeszy[4].

## Luty
- 16 lutego – Mieczysław Kaplicki został prezydentem Krakowa[5].
- 23 lutego – wojska japońskie zaatakowały Mongolię Wewnętrzną[4].
- 27 lutego – w Niemczech spalił się gmach Reichstagu[6].

## Marzec
- 4 marca – Franklin Delano Roosevelt[7] został zaprzysiężony jako prezydent Stanów Zjednoczonych.
- 13 marca – w Niemczech utworzone zostało Ministerstwo Propagandy i Oświecenia Publicznego[8].

## Kwiecień
- 5 kwietnia – Franklin Delano Roosevelt podpisał Rozporządzenie wykonawcze 6102, nakazujące – z nielicznymi przewidzianymi wyjątkami – oddawanie całego posiadanego przez obywateli złota na rzecz skarbu państwa[9].

## Maj
- 3 maja – premier Wolnego Państwa Irlandzkiego Éamon de Valera doprowadził do uchwalenia ustawy znoszącej przysięgę na wierność Wielkiej Brytanii. Mimo to Irlandia nadal pozostała brytyjskim dominium[4].
- 8 maja – urzędujący prezydent Ignacy Mościcki został wybrany przez Zgromadzenie Narodowe na drugą kadencję[10].
- 10 maja – Janusz Jędrzejewicz został premierem Polski[4].
- 26 maja – Hendrikus Colijn został premierem Holandii[11].

## Czerwiec
- 4 czerwca – urodził się Godfried Danneels, belgijski kardynał[12].
- 16 czerwca – w Stanach Zjednoczonych powołano Administrację Odbudowy Gospodarczej, której celem było zwalczenie skutków Wielkiego kryzysu, oraz Administrację Robót Publicznych, która nadzorowała wielkie inwestycje federalne[4].

## Lipiec
- 14 lipca – w Niemczech wprowadzono ustawę o zakazanie działalności partii politycznych. Jednocześnie opublikowano komunikat, który stwierdził, że Narodowosocjalistyczna Niemiecka Partia Robotników jest jedyną siłą polityczną w państwie, a wszelkie próby utrzymania dotychczas istniejących partii lub tworzenie nowych podlega karze więzienia lub osadzenia w obozie pracy przymusowej[4][13].
- 15 lipca – w Rzymie podpisany został Pakt Czterech pomiędzy Wielką Brytanią, Francją, Niemcami i Włochami[14].

## Sierpień
- 3 sierpnia – urodził się Jerzy Urban, rzecznik rządu PRL[15].
- 12 sierpnia – w zamachu stanu obalono prezydenta Kuby Geraldo Machadę. Na czele państwa stanął Fulgencio Batista[4].

## Wrzesień
- 18 września – urodził się Robert Foster Bennett, amerykański polityk[16].

## Listopad
- 3 listopada – urodził się Michael Dukakis, amerykański polityk[17].
- 8 listopada – w Kabulu w wyniku zamachu stanu zginął Mohammad Nader Szah. Nowym władcą został Mohammad Zaher Szah[4].
- 11 listopada – Józef Piłsudski otrzymał doktorat honoris causa Uniwersytetu Poznańskiego[18].

## Grudzień
- 5 grudnia – uchwalono XXI poprawkę do Konstytucji Stanów Zjednoczonych, która zniosła prohibicję[4].
- 10 grudnia – Pokojową Nagrodę Nobla otrzymał Norman Angell[4].
- 19 grudnia – zawarto rozejm pomiędzy Paragwajem a Boliwią. Koniec wojny o Chaco[4].